# José María Fortes Lamas
José María Fortes Lamas (Beariz, fecha desconocida - Beariz, 18 de abril de 2011) fue un político español, alcalde de Beariz.

## Biografía
José María Fortes fue un emigrante gallego, padre de cuatro hijos. Se le reconoce principalmente por ser el impulsor del Proyecto de la concentración parcelaria en 1969. José María se ve obligado a dimitir debido a las amenazas de algunos vecinos, contrarios a la concentración de fincas. Cedió su cargo a Laureano Caride Romero.

| Predecesor: Ramón Janeiro Ramos | Alcalde de Beariz 1964 - ¿? | Sucesor: Laureano Caride Romero |